# Yakima Regional Hospital Challenger 2013
Lo Yakima Regional Hospital Challenger 2013 è stato un torneo di tennis facente parte della categoria ITF Women's Circuit nell'ambito dell'ITF Women's Circuit 2013. È stata la 2ª edizione del torneo che si è giocata a Yakima negli USA dall'8 al 14 luglio 2013 su campi in cemento e aveva un montepremi di $50,000.

## Partecipanti

### Teste di serie
| Nazionalità | Giocatrice      | Ranking* | Testa di serie |
| ----------- | --------------- | -------- | -------------- |
| Canada      | Sharon Fichman  | 105      | 1              |
| Stati Uniti | Maria Sanchez   | 114      | 2              |
| Israele     | Julia Glushko   | 129      | 3              |
| Giappone    | Kurumi Nara     | 132      | 4              |
| Stati Uniti | Shelby Rogers   | 134      | 5              |
| Australia   | Olivia Rogowska | 144      | 6              |
| Sudafrica   | Chanel Simmonds | 164      | 7              |
| Stati Uniti | Nicole Gibbs    | 172      | 8              |

- Ranking al 24 giugno 2013.

### Altre partecipanti
Giocatrici che hanno ricevuto una wild card:
- Robin Anderson
- Jacqueline Cako
- Lauren Embree
- Mary Weatherholt

Giocatrici che sono passate dalle qualificazioni:
- Julia Boserup
- Asia Muhammad
- Alexandra Stevenson
- Ashley Weinhold

## Vincitrici

### Singolare
Nicole Gibbs ha battuto in finale  Ivana Lisjak con il punteggio di 6–1, 6–4

### Doppio
Jan Abaza /  Allie Will hanno battuto in finale  Naomi Broady /  Irina Falconi con il punteggio di 7–5, 3–6, [10–3]